# Église Notre-Dame de Sacquenville
L'église Notre-Dame de Sacquenville est une église de la paroisse Saint-Jean-Baptiste du Val-Iton, située à Sacquenville dans le département de l'Eure en Normandie, rattachée au diocèse d'Évreux.

## Histoire

### Son évolution
Elle date du XVe siècle et début XVIe siècle après la guerre de Cent Ans (1337-1456). La nef porte l'écusson de la famille noble des seigneurs de Sacquenville, les Mailloc. Elle est restaurée au début des années 2020 avec le concours de la fondation du patrimoine et la municipalité avec les conseils de l'association des amis de l'église de Sacquenville.

### Histoire récente
En octobre 2022, le chantier de restauration de l'église est achevé. L'édifice est inauguré par le maire Richard Finix en présence de l'évêque d'Évreux, Christian Nourrichard.

## Architecture
Son architecture est de style gothique flamboyant de la fin du XVe siècle (correspond au règne du roi Louis XI). Elle se caractérise par une tour en flèche de forme carrée. Sur la croisée d'ogive figurent les armes de Jean Testard, noble seigneur de Sacquenville.

## Mobilier
Le mobilier liturgique est composé de celui qui était affecté, lors de leur vente en 1811, aux églises des communes du Mesnil-Fuguet, de Bacquepuis et de Saint-Martin-la-Campagne.

## Protection
L'église est classée au titre des monuments historiques en 1944.
Les implications de cette protection donnent lieu à un document de la DRAC.